# Alsträsket
Alsträsket är en sjö i Lycksele kommun och Vilhelmina kommun i Lappland och ingår i Öreälvens huvudavrinningsområde. Sjön har en area på 2,49 kvadratkilometer och ligger 556 meter över havet. Sjön avvattnas av vattendraget Öreälven (Örån).

## Delavrinningsområde
Alsträsket ingår i det delavrinningsområde (717540-158251) som SMHI kallar för Utloppet av Alsträsket. Medelhöjden är 570 meter över havet och ytan är 9,65 kvadratkilometer. Det finns inga avrinningsområden uppströms utan avrinningsområdet är högsta punkten. Avrinningsområdets utflöde Öreälven (Örån) mynnar i havet. Avrinningsområdet består mestadels av skog (44 procent) och sankmarker (30 procent). Avrinningsområdet har 2,5 kvadratkilometer vattenytor vilket ger det en sjöprocent på 25,8 procent.